# Alphonsea boniana
Alphonsea boniana Finet & Gagnep. – gatunek rośliny z rodziny flaszowcowatych (Annonaceae Juss.). Występuje naturalnie w Tajlandii, Wietnamie oraz Chinach (w południowo-wschodniej części Junnanu).

## Morfologia
PokrójZimozielony krzew dorastający do 3 m wysokości. Młode pędy są owłosione.
LiścieMają kształt od podłużnie eliptycznego do eliptycznego. Mierzą 5–11 cm długości oraz 1,5–3 cm szerokości. Nasada liścia jest klinowa. Wierzchołek jest spiczasty. Ogonek liściowy jest nagi i dorasta do 3 mm długości.
KwiatySą pojedyncze lub zebrane w kwiatostanach. Działki kielicha mają owalnie nerkowaty kształt i dorastają do 1 mm długości, są owłosione od wewnętrznej strony. Płatki mają kształt od owalnego do lancetowatego. Osiągają do 6–7 mm długości. Są owłosione od wewnątrz. Pręciki ułożone są w trzech okółkach. Kwiaty mają tylko jeden owłosiony słupek.

## Biologia i ekologia
Rośnie na otwartych przestrzeniach w lasach. Występuje na wysokości do 700 m n.p.m. Kwitnie w kwietniu, natomiast owoce pojawiają się od maja do czerwca.